# 卡里夫
50°20′49″N 23°47′56″E / 50.34694°N 23.79889°E
卡里夫（烏克蘭語：Карів），是烏克蘭西部的村莊，隸屬利維夫州的舍普季茨基區。該村面積4.6平方公里，海拔高度211米，2001年人口1,057，人口密度每平方公里230.28人。